# Denizli-kraaier

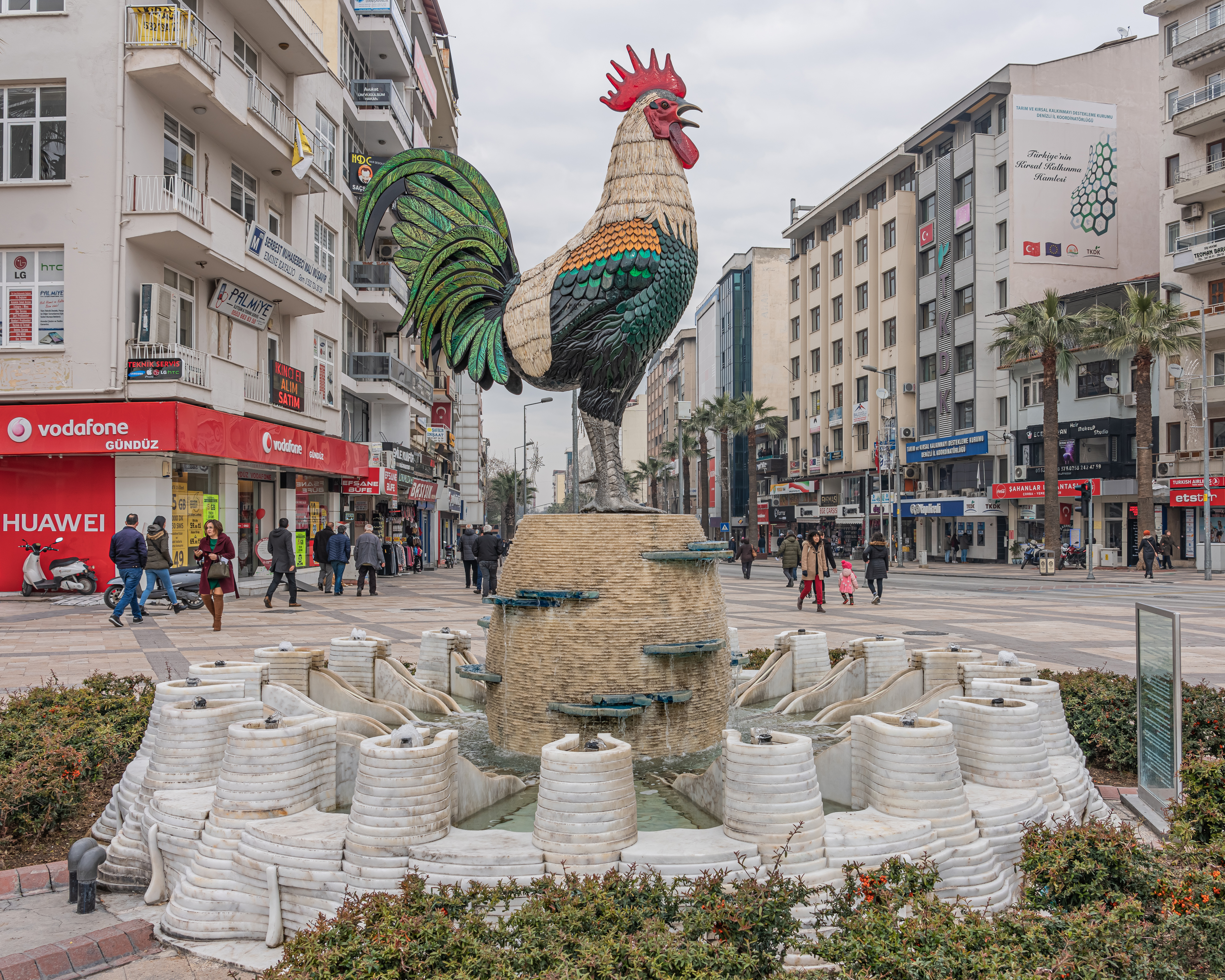
Sculptuur in de stad Denizli

De Denizli-kraaier, ook Turkse kraaier of Denizli horozu genoemd, is een kippenras uit de West-Anatolische stad Denizli, dat tot de langkraairassen behoort.

## Geschiedenis en achtergrond
Hoewel precieze gegevens ontbreken, wordt beweerd dat het ras al sinds de 12e eeuw in Turkije bekend is. De eerste informatie in de West-Europese vakliteratuur dateert uit 1878, toen Fitzinger het "demisli-hoen" als middelgroot hoen uit Turkije vermeldde. Dat het ras verwant is aan de West-Europese langkraaier, de Bergse kraaier en aan de langkraairassen uit de Balkan, wordt door experts vermoed. In de stad van oorsprong heeft de langkraaier een grote regionale betekenis en wordt ook in het wapen van de stad afgebeeld. In 1987 werd het ras voor het eerst door Vits en Marschall in Duitsland geïntroduceerd en verbreidde zich van daaruit over meerdere Europese landen evenals naar Japan en Brazilië.

## Beschrijving
Het ras heeft de typische vorm van een landhoen met opgerichte houding en opvallend hoogstaande staart. Het gewicht van de haan ligt bij 3,0-3,5 kg, dat van de hen bij 2,0-2,5 kg. De ogen zijn donker, bijna zwart, met donkere rand. De oren zijn rood of rood-wit-gevlekt. De loopbenen zijn leiblauw of paars. Naast de oorspronkelijke zwart-zilveren en zwart-gouden kleurslagen bestaat ook een nieuw gefokte zwarte variant, welke als enige kleurslag in Nederland erkend is. De kraai kan tot 25 seconden duren en is in vergelijking tot die van de andere langkraairassen relatief luid.

## Speciaalclub
In Nederland valt het ras onder de rassen van de "Nederlandse speciaalclub voor Duitse Hoenderrassen en de Optimum Avium Speciaalclub Langstaart- en Langkraaihoenders (OASLL)", in Duitsland onder die van de "Sonderverein zur Erhaltung asiatischer Langkräherrasen"